# Africa (agência de publicidade)
Africa Creative é uma agência brasileira de publicidade liderada por Sergio Gordilho e Márcio Santoro (sócios e copresidentes). Fundada em dezembro de 2002, por Nizan Guanaes, Sergio Gordilho, Marcio Santoro, Olívia Machado e Luiz Fernando Vieira; a agência está entre as maiores agências do Brasil. 
O nome Africa foi escolhido por ser entendido internacionalmente e ainda homenagear um povo que em muito repercutiu na cultura brasileira. O segundo nome, ‘Creative’ veio para reforçar a maior personalidade da agência quando Sergio Gordilho e Márcio Santoro voltaram a ser sócios da agência em 2023. É uma agência de publicidade brasileira que acumula diversos prêmios nacionais e internacionais, sendo a única agência brasileira presente por três anos consecutivos no top 10 agências mais premiadas do mundo em Cannes e é a única agência brasileira presente no top 20 do Warc Creative 100 de 2024. Líder absoluta por 16 anos em todos os rankings do Agency Scopen, que avalia agências no mundo inteiro, é considerada por executivos mundiais entre os Top 5 parceiros para enfrentar seus desafios de futuro (Scopen Agency, 2022). 
A Africa Creative pertence ao Grupo DDB Wordwhile, que faz parte do Grupo Omnicom.

## Conceito
Africa Creative é uma empresa de publicidade, marketing e branding que atende poucos clientes e os sócios participam diretamente dos negócios. Fazem parte do portfólio da Africa as seguintes contas: Brahma, Budweiser, Itaú, KraftHeinz, Natura, Qualy, Vivo e Vale S.A.. É a quinta maior agência do Brasil.
Espécie de “relais châteaux” da publicidade, a Africa foi fundada em dezembro de 2002 com proposta diferenciada. Um modelo de atendimento único no Brasil. Com sede em São Paulo e escritório no Rio de Janeiro, a Africa foi eleita International Agency of the Year pela revista Advertising Age em 2014, considerada bíblia da propaganda mundial, além de ter sido apontada como uma das agências mais criativas do mundo pela Adweek, referência em criatividade no mundo. Em 2015, foi Agência do Ano na Lürzer’s Archive, uma das mais prestigiadas e importantes publicações do mercado publicitário mundial.
Em 2017 foi eleita pela segunda vez consecutiva a agência nº 1 em Excelência em Serviços ao Cliente pelo Prêmio Consumidor Moderno. Em novembro, o  El Ojo  de Iberoamérica, um dos festivais mais importantes na indústria de publicidade e comunicação da região ibero-americana, apontou a Africa como a Melhor Agência da região e Sergio Gordilho, copresidente e CCO da agência, como o melhor criativo. Esse é um dos Festivais mais reconhecidos do mundo na indústria da propaganda, tanto pela qualidade e prestígio de seus prêmios e reconhecimentos, quanto pelo número de inscrições. A performance da Africa também ajudou a DDB a ser a Melhor Rede de Comunicação da Região Ibero-americana.
O ano de 2023 foi muito positivo para a agência, a começar com a volta da sociedade de Sergio Gordilho e Márcio Santoro. A agência foi extremamente premiada, sendo nomeada agência do ano em diversas premiações (Caboré, Melhores do Ano Propmark, El Ojo de Iberoamérica e Clube de Criação), além de trazer o Titanium (Cannes) de volta ao Brasil depois de 11 anos. 
A Africa também figura entre as maiores compradoras de mídia digital do país e tem como foco a atuação estratégica em criação e transformação de negócios através de produtos, serviços e inovação digital.

## Prêmios e Reconhecimentos
Africa Creative foi:
- A única agência brasileira presente por três anos consecutivos no Top 10 agências mais premiadas do mundo em Cannes (2021, 2022 e 2023);
- De acordo com a Contagious, referência mundial em criatividade e inovação, a Africa Creative é também uma das 10 melhores e mais corajosas agências do planeta;
- A única agência brasileira presente no top 20 do WARC Creative 100 de 2024. E a única da América Latina no top 30 do ranking;
- Vencedora de mais de 114 Leões no Festival de Cannes - incluindo um Titanium em 2023;
- Mais de 300 prêmios no El Ojo de Iberoamérica, com 14 Grand Pix - em 2023 Africa foi eleita Agência do Ano e Sergio Gordilho Criativo do ano;
- Mais de 70 Cilo Sports com 4 Grand Prix;
- 13 Clio Awards;
- Mais de 60 One Show com 1 Grand Prix;
- Mais de 50 D&AD;
- Vencedora de 12 Caborés, sendo três como Agência do Ano (o último em dezembro de 2023);
- Agência mais premiada no Festival Clube de Criação em 2023;
- Agência do ano e Sergio Gordilho Liderança de Agência do Ano no Melhores do Ano Propmark 2023;
-  Agência do ano pelo prêmio Colunistas São Paulo e Colunistas Brasil 2023;
- Vencedora do Prêmio Jabuti, o mais importante da literatura brasileira (2017);
- Vencedora do Effie Awards pelo segundo ano consecutivo (2017);
- Única agência no ranking de empresas com melhor reputação do Brasil (MERCO 2017);
- Agência nº 1 em Excelência em Serviços ao Cliente pelo Prêmio Consumidor Moderno por 2 anos consecutivos (2016/2017)
- Líder absoluta por 16 anos em todas as categorias do Agency Scope, incluindo agência full service mais digital e inovadora do mercado, e a agência mais admirada, criativa e eficaz na percepção dos anunciantes;
- Best of Show, 1 Ouro e 2 Pratas no Smarties Awards Latin America da Mobile Marketing Association (2016);
- Única agência da América Latina a conquistar ouro no Facebook Awards Global (2016);
- Vencedora do Prêmio Profissionais do Ano da Rede Globo por 2 anos consecutivos (2015 e 2016);
- Agência do Ano pela revista Lürzer's Archive (2015);
- Eleita International Agency of the Year pela Advertising Age em 2014;
- Considerada uma das 10 mais criativas do mundo pela Adweek em 2014;
- A Agência de propaganda mais admirada nos últimos sete anos pela CartaCapital, e também pelo jornal DCI;
- Agência mais bem avaliada pelos clientes de acordo com o Grupo Consultores;

- Além de ser vencedora em diversos prêmios que não foram mencionados anteriormente, como, por exemplo, One Show, One Show Interactive, Art Directors Club, Prêmio Abril, Fiap, Promax, Ciclope América Latina, Prêmios Lusos, Prêmio Desafio Estadão, Wave Festival, MaxiMídia, Brasil Design Awards, Prêmio Share Social Media, entre outros. 